# 6月27日
6月27日（ろくがつにじゅうしちにち）は、グレゴリオ暦で年始から178日目（閏年では179日目）にあたり、年末まであと187日ある。

## できごと

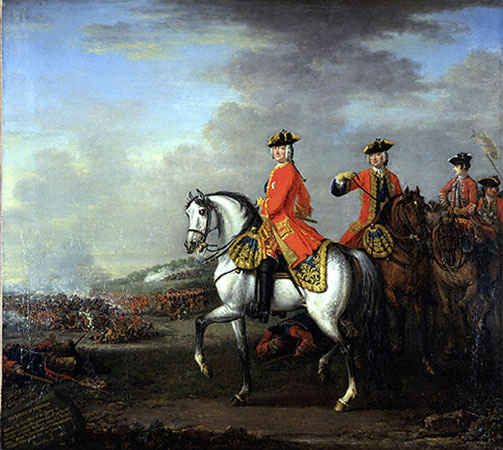
デッティンゲンの戦い(1743)。イギリス国王（画像のジョージ2世）が自ら戦闘に参加した史上最後の例。

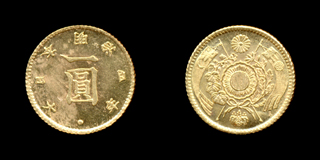
新貨条例制定(1871)。画像は1円金貨

- 602年（推古天皇10年6月3日） - 来目皇子の病により新羅征討が中止。
- 678年 - 聖アガトがローマ教皇に即位。
- 1177年（治承元年6月3日） - 鹿ケ谷の陰謀で藤原成親・俊寛らが流罪になる。
- 1333年（元弘3年/正慶2年5月15日） - 元弘の乱: 分倍河原の戦い。
- 1743年 - オーストリア継承戦争: デッティンゲンの戦い。史上最後のイギリス国王が自ら戦闘に参加した戦い。
- 1759年 - 七年戦争: ジェームズ・ウルフ率いるイギリス軍がヌーベルフランスの首府ケベックの包囲を開始。
- 1787年（天明7年5月12日） - 天明の大飢饉: 天明の打ちこわし。大坂の庶民が米屋を襲撃。
- 1841年（天保12年5月9日） - 幕命により江戸・徳丸原で砲術家・高島秋帆が洋式軍事演習を行う。
- 1844年 - 末日聖徒イエス・キリスト教会創始者のジョセフ・スミス・ジュニアがイリノイ州カーセッジで暴徒との銃撃戦により死亡。 (en:Death of Joseph Smith, Jr.)
- 1863年（文久3年5月12日） - 伊藤博文・井上馨ら長州藩士5人が英国留学のため密出国。
- 1869年（明治2年5月18日） - 戊辰戦争: 箱館戦争終結。新政府軍と旧幕府軍との戦いが終わる。
- 1871年（明治4年5月10日） - 新貨条例公布。貨幣の名称を「円・銭・厘」とし十進法を採用。旧1両を1円とする。
- 1882年 - 「日本銀行条例」公布。
- 1894年 - ジャン・カジミール＝ペリエがフランス第三共和政の第5代大統領に就任。
- 1898年 - ジョシュア・スローカム（英語版）が史上初の単独世界一周を達成。
- 1905年（ユリウス暦6月14日） - ロシアで戦艦ポチョムキンの水兵が蜂起する。
- 1927年 - 東方会議開催（7月7日まで）。政府が中国関連の外交官・軍当局者らを東京に招集し、対中国政策についての方針を決定。
- 1931年 - 中村大尉事件が起こる。
- 1949年 - 秋田県脇本村の海岸に漂着した機雷が爆発。死亡8人、重軽傷4人、家屋全壊10戸[1]。
- 1950年 - 朝鮮戦争: 保導連盟事件。国連安保理で北朝鮮弾劾決議案が可決される。
- 1950年 - 朝鮮戦争: ハリー・S・トルーマン米大統領が議会の議決を経ずに北朝鮮に宣戦布告し、陸海軍に出動を命令。
- 1961年 - 北ベトナムからの第4次集団引揚げ船上海丸が元軍人5名を乗せてハイフォンより門司港へ入港する。最後の集団引揚げが終焉する。
- 1967年 - ロンドンのバークレー銀行に世界初のATMが設置。
- 1968年 - チェコスロバキアで二千語宣言が公表される。
- 1971年 - 第9回参議院議員通常選挙。
- 1974年 - アメリカ大統領リチャード・ニクソンがソ連を訪問。
- 1976年 - テルアビブ発パリ行きのエールフランス機がハイジャックされ、ウガンダのエンテベ国際空港に強制着陸。7月3日のエンテベ空港奇襲作戦により人質を救出。
- 1977年 - ジブチがフランスから独立。ハッサン・グレド・アプティドンが大統領に就任。
- 1980年 - イタリア・シチリア島近海でイタビア航空機が墜落。
- 1983年 - 練馬一家5人殺害事件。
- 1985年 - 上野動物園のジャイアントパンダ・ホアンホアンが人工受精で第一子を出産。初初（チュチュ）と命名されるが、29日に母親の下敷きになって死亡。
- 1990年 - スパイクタイヤ粉じんの発生の防止に関する法律が公布・施行。
- 1991年 - ユーゴスラビア紛争: 2日前のスロベニアのユーゴスラビアからの独立宣言により、十日間戦争が勃発。
- 1992年 - 朝日新聞夕刊で連載されていた4コマ漫画『ペエスケ』が、作者・園山俊二の病気療養によりこの日を最後に休載、そのまま打ち切りとなる。
- 1994年 - 長野県松本市でサリンガスによる中毒事件、死者7人・重軽症者144人。（松本サリン事件）
- 2001年 - 国際司法裁判所が1999年に米・アリゾナ州で行われたドイツ人の処刑は「裁判所の処刑延期判決を無視したものであり不当である」とする判決を下す。
- 2005年 - 天皇と皇后が太平洋戦争の激戦地サイパン島を訪問[2]。
- 2018年 - 小惑星探査機はやぶさ2が小惑星リュウグウ上空に到着[3]。
- 2018年 - FIFAワールドカップ: サッカードイツ代表がグループリーグ方式が導入されて以降初のグループリーグ敗退[4]。
- 2020年 - 囲碁の芝野虎丸棋士が、史上最年少の20歳7ヶ月で3冠（名人・王座・十段）に就任する[5]。
- 2020年 - コロンビアのトリマ県で闘牛場が倒壊して4人が死亡、300人が負傷する事故が発生[6]。

## 誕生日

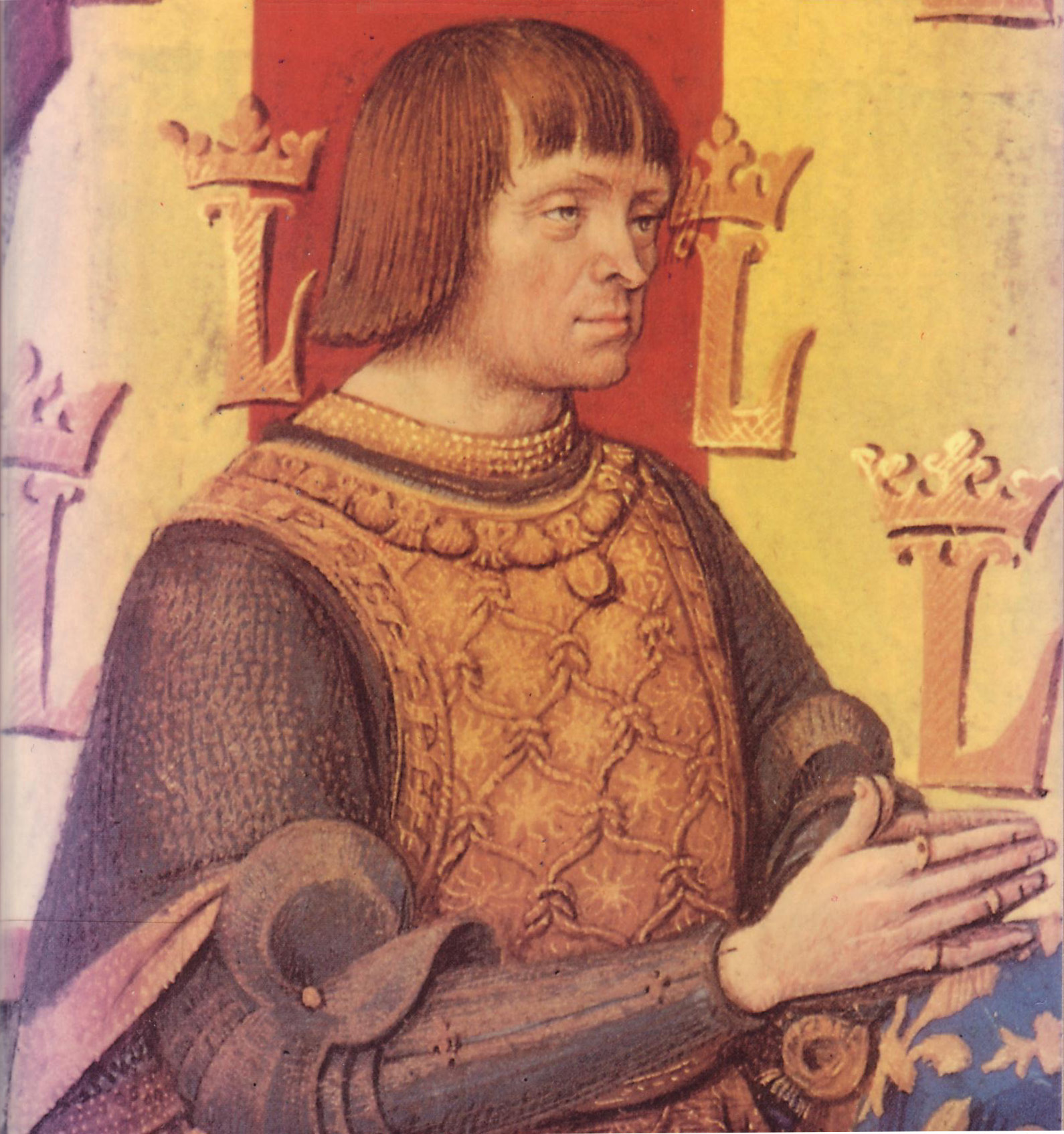
フランス王ルイ12世(1462-1515)誕生。

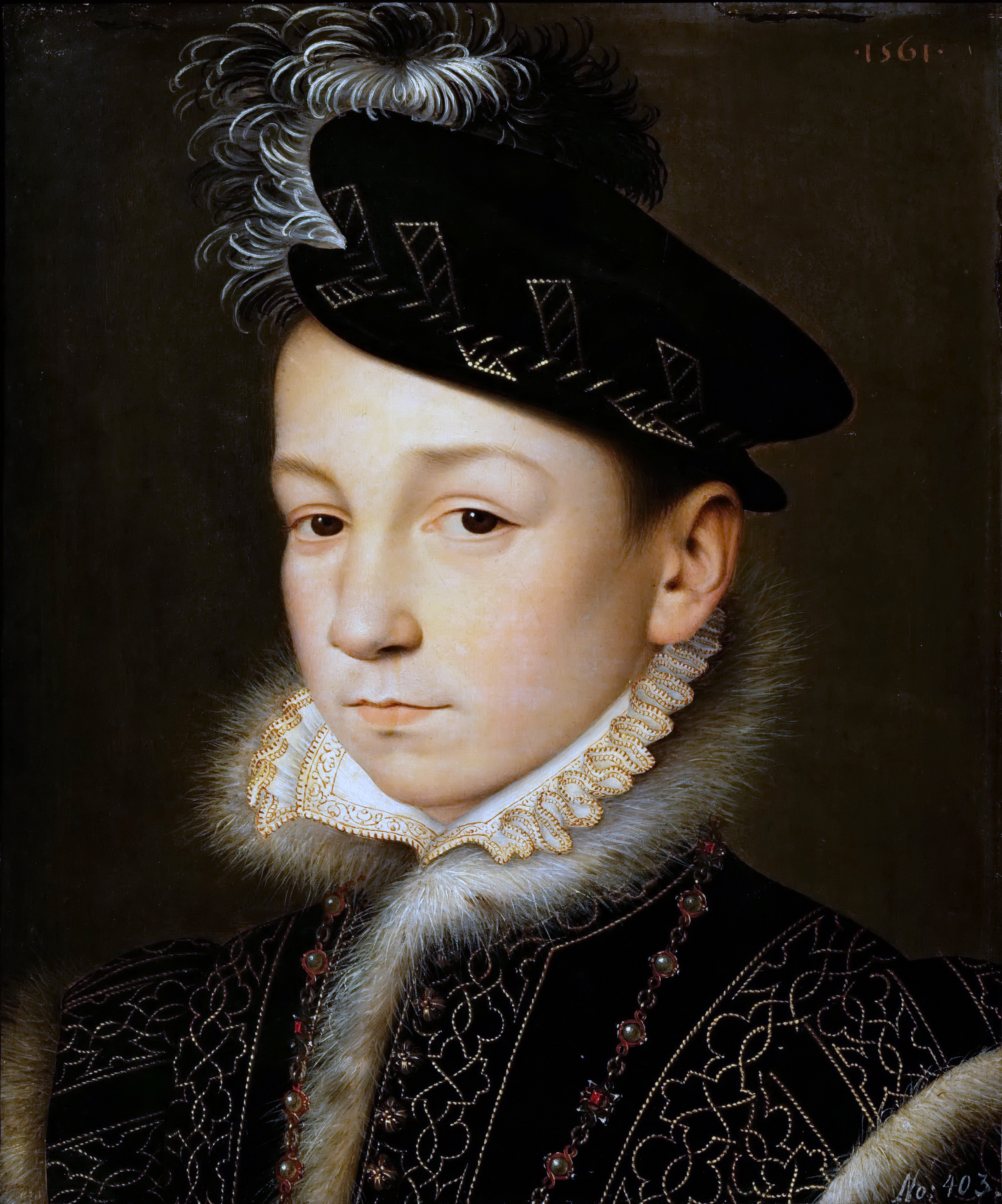
フランス王シャルル9世(1550-1574)誕生。

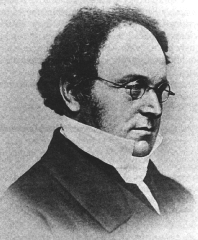
数学者オーガスタス・ド・モルガン(1806-1871)誕生。ド・モルガンの法則の発案者。

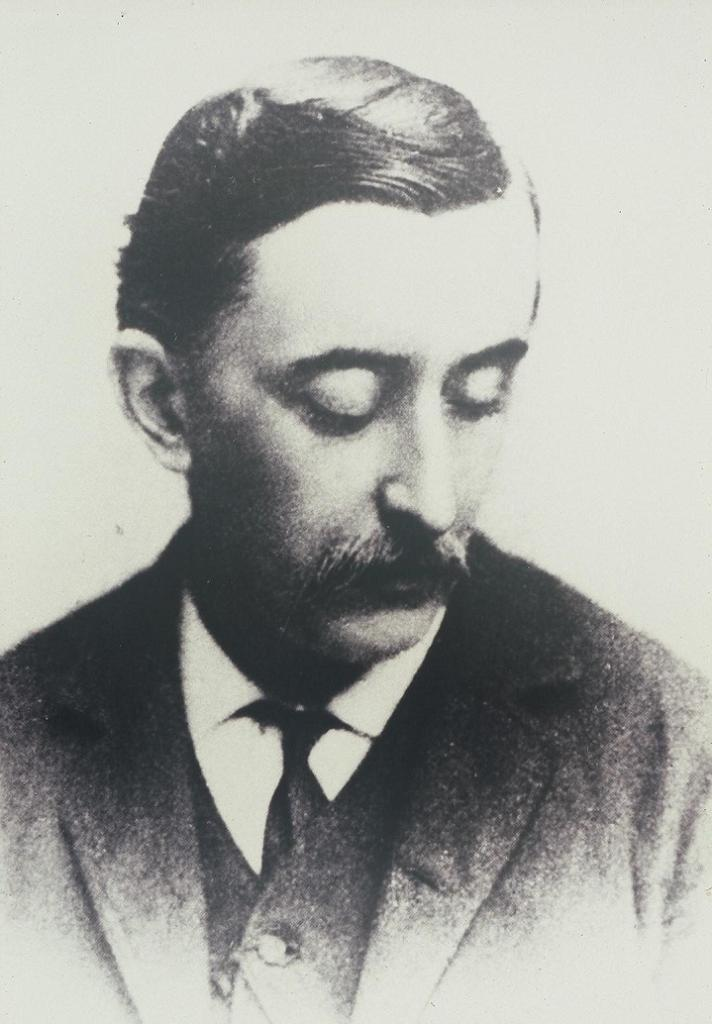
作家・日本研究家、小泉八雲(1850-1904)誕生。

三重苦の社会福祉事業家、ヘレン・ケラー(1880-1968)誕生。

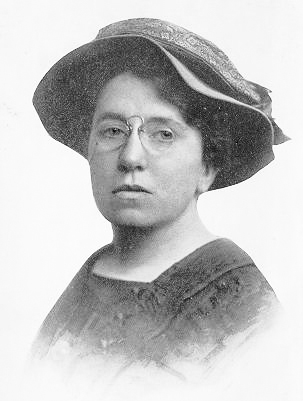
アナキスト・フェミニスト、エマ・ゴールドマン(1869-1940)誕生。

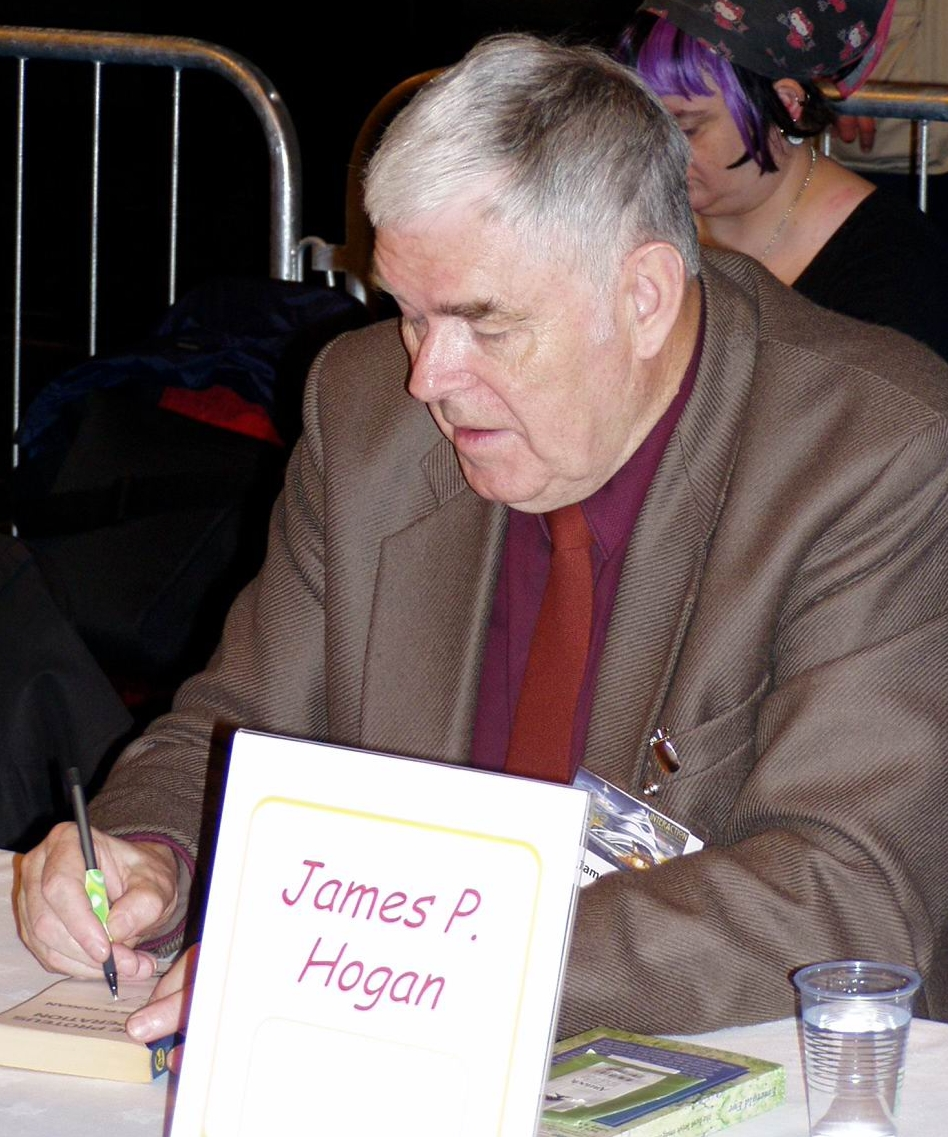
SF作家、ジェイムズ・P・ホーガン(1941-2010)誕生。

| 日本人の愛情は言葉としては発されない。口調に現れることすら稀である。それは緻密な親切と思いやりの行為という形で主に現れる。――『東の国より／心』(1895) |

| 幸福への1つの扉が閉じる時、別の扉が開きます。けれども私達はしばしば閉じた扉をいつまでも見ているので、開かれた扉が目に入らないのです。――『We Bereaved』(1929) |

| 夢と希望の自由な表現は、正気な社会における最大かつ唯一の安全装置である。――『自分の人生を生きる』(1931) |

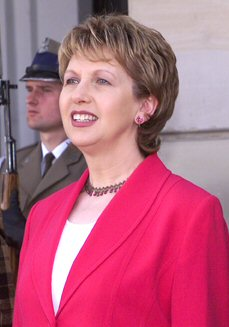
アイルランド第8代大統領メアリー・マッカリース(1951-)誕生。

- 1462年 - ルイ12世、フランス王（+ 1515年）
- 1550年 - シャルル9世、フランス王（+ 1574年）
- 1698年（元禄11年5月20日） - 宇野明霞、儒学者（+ 1745年）
- 1736年（元文元年5月19日）- 伊東長詮、第7代岡田藩主（+ 1778年）
- 1806年 - オーガスタス・ド・モルガン、数学者（+ 1871年）
- 1850年 - 小泉八雲、小説家（+ 1904年）
- 1852年（嘉永5年5月10日）- 内藤政挙、第8代延岡藩主・子爵（+ 1927年）
- 1869年 - エマ・ゴールドマン、アナキスト、フェミニスト（+ 1940年）
- 1869年 - ハンス・シュペーマン、発生生物学者（+ 1941年）
- 1880年 - ヘレン・ケラー、教育家、社会福祉事業家（+ 1968年）
- 1882年 - エドゥアルト・シュプランガー、哲学者、心理学者（+ 1963年）
- 1888年 - ルイス・バーンスタイン・ネイミア、歴史学者（+ 1960年）
- 1892年 - 木内克、彫刻家（+ 1977年）
- 1914年 - 霧島昇、歌手（+ 1984年）
- 1914年 - ウィリアム・フート・ホワイト、社会学者（+ 2000年）
- 1918年 - 亀田敏夫、元プロ野球選手（+ 2001年）
- 1919年 - 陳建民、料理人（+ 1990年）
- 1921年 - 菊池徹、地質学者（+ 2006年）
- 1923年 - 石風呂良一、元プロ野球選手（+ 1985年）
- 1925年 - 清村耕次、俳優（+ 1966年）
- 1925年 - 村上三郎、芸術家 （+ 1996年）
- 1929年 - 伊佐千尋、ノンフィクション作家（+ 2018年）
- 1929年 - 谷沢永一、書誌学者（+ 2011年）
- 1930年 - ロス・ペロー、実業家、政治家（+ 2019年）
- 1931年 - マルティヌス・フェルトマン、物理学者（+ 2021年）
- 1934年 - ロバート・ローゼン、理論生物学者（+ 1998年）
- 1934年 - 田代照勝、元プロ野球選手（+ 2003年）
- 1935年 - レオナルド熊、コメディアン（+ 1994年）
- 1935年 - 荒井良雄、英米文学者、駒澤大学名誉教授（+ 2015年）
- 1936年 - 横尾忠則、美術家
- 1936年 - 川田幸夫、元プロ野球選手（+ 2011年）
- 1939年 - 長野祐也、政治家（+ 2018年）
- 1939年 - 佐伯胖、認知心理学者
- 1939年 - 内山和巳、元プロ野球選手
- 1940年 - オイゲン・キケロ、ピアニスト（+ 1997年）
- 1941年 - 前島秀行、政治家（+ 2000年）
- 1942年 - ブルース・ジョンストン、ミュージシャン（ザ・ビーチ・ボーイズ）
- 1942年 - フランク・ミルズ、ピアニスト、作曲家、編曲家、指揮者、音楽プロデューサー
- 1943年 - 高橋勝、映画監督（+ 没年不詳）
- 1943年 - 髙田齋、気象予報士
- 1945年 - カトリーヌ・ラコスト、ゴルファー
- 1947年 - ハンス・オフト、元サッカー選手、監督
- 1949年 - ヴェラ・ウォン、ファッションデザイナー
- 1950年 - 久保俊巳、元プロ野球選手
- 1951年 - メアリー・マッカリース、政治家、第8代アイルランド大統領
- 1954年 - 藤井眞吾、ギタリスト、作曲家、指揮者
- 1954年 - 松原正樹、ギタリスト、音楽プロデューサー（+ 2016年）
- 1955年 - イザベル・アジャーニ、女優
- 1956年 - 西本聖、元プロ野球選手
- 1957年 - 矢萩渉、ギタリスト、音楽家（安全地帯）
- 1958年 - 伊藤克信、俳優、タレント
- 1959年 - ツートン青木、歌手、ものまねタレント
- 1959年 - 大高洋夫、俳優
- 1959年 - 鈴木伸良、元プロ野球選手
- 1959年 - ヤヌス・カミンスキー、撮影監督
- 1960年 - ジャッキー・グティエレス[7]、元プロ野球選手
- 1961年 - 益荒雄広生、元大相撲力士、年寄12代阿武松
- 1962年 - 佐藤達哉、心理学者
- 1962年 - 梁朝偉、俳優、歌手
- 1962年 - パトリック・シャナハン、元ボーイング社幹部、アメリカ合衆国国防副長官
- 1963年 - 徳永久志、政治家
- 1963年 - 酒井勉、元プロ野球選手
- 1965年 - 阪本成一、天文学者
- 1966年 - 市原由美、声優
- 1966年 - 立川談春、落語家
- 1966年 - 嶋田章弘、元プロ野球選手
- 1966年 - ジェフ・コーナイン、元プロ野球選手
- 1967年 - 渡辺真理、フリーアナウンサー
- 1967年 - 植本純米、俳優
- 1967年 - 長野洋、元バスケットボール選手
- 1967年 - 剣晃敏志、元大相撲力士（+ 1998年）
- 1967年 - インガ・ババコワ、陸上競技選手
- 1968年 - 国岡真由美、歌手
- 1969年 - 片岡篤史、元プロ野球選手
- 1969年 - ヴィクトール・ペトレンコ、フィギュアスケート選手
- 1970年 - 能田達規、漫画家
- 1971年 - 越智静香、女優、タレント
- 1971年 - セルジーニョ、元サッカー選手
- 1972年 - 六角慎司、俳優
- 1972年 - 近堂かおり、元キャスター
- 1972年 - 櫻井和明、山梨放送アナウンサー
- 1972年 - たなかつよし、お笑いタレント（元ダブルダッチ）
- 1973年 - 谷東、アニメーション監督、演出
- 1973年 - 吉田敬、お笑いタレント（ブラックマヨネーズ）
- 1973年 - 内藤輝彦、お笑いタレント（ポテト少年団）
- 1973年 - 中塚武、歌手、音楽家
- 1973年 - マイク・ハン、俳優
- 1973年 - オルヴェ・エイケモ、ミュージシャン
- 1974年 - kiyo、ミュージシャン
- 1974年 - 佐藤一樹、元サッカー選手
- 1974年 - 栃栄篤史、元大相撲力士
- 1975年 - 藤枝成子、声優
- 1975年 - 小岩井久美子、元フィギュアスケート選手
- 1975年 - ラジバンダリ西井、お笑いタレント（元ダブルダッチ）
- 1975年 - トビー・マグワイア、俳優
- 1977年 - アンラッキー後藤、元お笑いタレント
- 1977年 - ラウル・ゴンサレス、元サッカー選手
- 1978年 - 天川紗織、女優
- 1978年 - 岩倉沙織、女優
- 1978年 - オスカー・サラサー、元プロ野球選手
- 1978年 - 佐藤陽彦、元サッカー選手
- 1978年 - 林晃平、元サッカー選手
- 1979年 - 丸山ゴウ、ミュージシャン
- 1979年 - 伊藤俊亮、元バスケットボール選手
- 1979年 - 肥田高志、元プロ野球選手
- 1980年 - 優香、タレント
- 1980年 - 天野陽子、元アナウンサー
- 1980年 - 二川孝広、サッカー選手
- 1980年 - 松永共広、レスリング選手
- 1980年 - 横溝直輝、レーシングドライバー
- 1981年 - 宝満まどか、タレント
- 1981年 - 山口敦子、元グラビアアイドル
- 1981年 - 白崎あゆみ、元アナウンサー
- 1981年 - 秦賢二、サッカー選手
- 1982年 - 柴木丈瑠、俳優
- 1982年 - 菊地和正、元プロ野球選手
- 1982年 - 李漢宰、元サッカー選手
- 1982年 - 岸佳宏、ミュージカル俳優
- 1983年 - ジム・ジョンソン、プロ野球選手
- 1983年 - 内林広高、元サッカー選手
- 1983年 - 加藤優里、声優
- 1984年 - 澤本華世子、女優
- 1984年 - 小川友佳、元アナウンサー
- 1984年 - クロエ・カーダシアン、ソーシャライト、起業家
- 1985年 - 佐倉真衣、タレント
- 1985年 - 小阪由佳、実業家、元グラビアアイドル
- 1985年 - 樋田かおり、アナウンサー
- 1985年 - トーマスサリー、アナウンサー
- 1985年 - 大場翔太、元プロ野球選手
- 1985年 - 谷口博之、元サッカー選手
- 1985年 - スベトラーナ・クズネツォワ、テニス選手
- 1985年 - ニコ・ロズベルグ、元F1レーサー
- 1985年 - モーディ・マオール、バスケットボール指導者
- 1986年 - 竹内渉、歌手、タレント
- 1986年 - 大寺祐恵、元ファッションモデル、元女優
- 1986年 - 柚木涼太、漫画家
- 1986年 - プシェミスワフ・ドマンスキー、フィギュアスケート選手
- 1986年 - ラショーン・メリット、陸上競技選手
- 1987年 - Tomoya、ドラマー（ONE OK ROCK）
- 1988年 - 金泰橪、サッカー選手
- 1988年 - ZAZY、お笑いタレント
- 1988年 - 久冨慶子、テレビ朝日アナウンサー
- 1988年 - 福島千里、陸上競技選手
- 1989年 - 宮田由佳里、元バレーボール選手
- 1989年 - 冨森ジャスティン、元俳優、元モデル
- 1989年 - マシュー・ルイス、俳優
- 1990年 - 深野羅定咲、バスケットボール選手
- 1990年 - アゼリン・デビソン、シンガーソングライター
- 1990年 - テイラー・フィニー、自転車競技選手
- 1991年 - 山崎はるか、声優
- 1992年 - 本田翼、女優、ファッションモデル
- 1993年 - 野田昇吾、元プロ野球選手
- 1994年 - 若月佑美、女優、モデル、元アイドル（元乃木坂46）
- 1994年 - 具聖潤、サッカー選手
- 1994年 - 深見利佐子、柔道家
- 1995年 - 西山朋佳、女流棋士
- 1996年 - 矢口蒼依、女優
- 1996年 - 本城雄太郎、声優、俳優
- 1997年 - 長野佑紀、声優
- 1997年 - 德田聡一朗、アナウンサー
- 1997年 - 土方英和、陸上競技選手
- 1998年 - 安本彩花、歌手、タレント（私立恵比寿中学）
- 1998年 - 竹俣紅、アナウンサー、元女流棋士、元タレント
- 1998年 - 上原美穂、テレビ大阪アナウンサー、元NHK福井放送局契約キャスター
- 1999年 - チャンドラー・リッグス、俳優
- 2001年 - 蒼波純、女優、モデル
- 2003年 - 張本智和、卓球選手
- 2003年 - ラウール、俳優、アイドル（Snow Man）
- 2004年 - 中田歩夢、プロ野球選手
- 2006年 - 櫻井亜蓮、俳優、モデル
- 2007年 - 小川彩、アイドル（乃木坂46）
- 生年不詳 - KENSAKU、ミュージシャン（GLORY HILL）
- 生年不詳 - 野中“まさ”雄一、作編曲家、ミュージシャン
- 生年不詳 - 内野恵理子、声優
- 生年不詳 - 岡村紀央美、声優
- 生年不詳 - はなあられ、イラストレーター（AiceClass）

## 忌日
| 曇りなき心の月を先だてて浮世の闇を照してぞ行(辞世の句) |

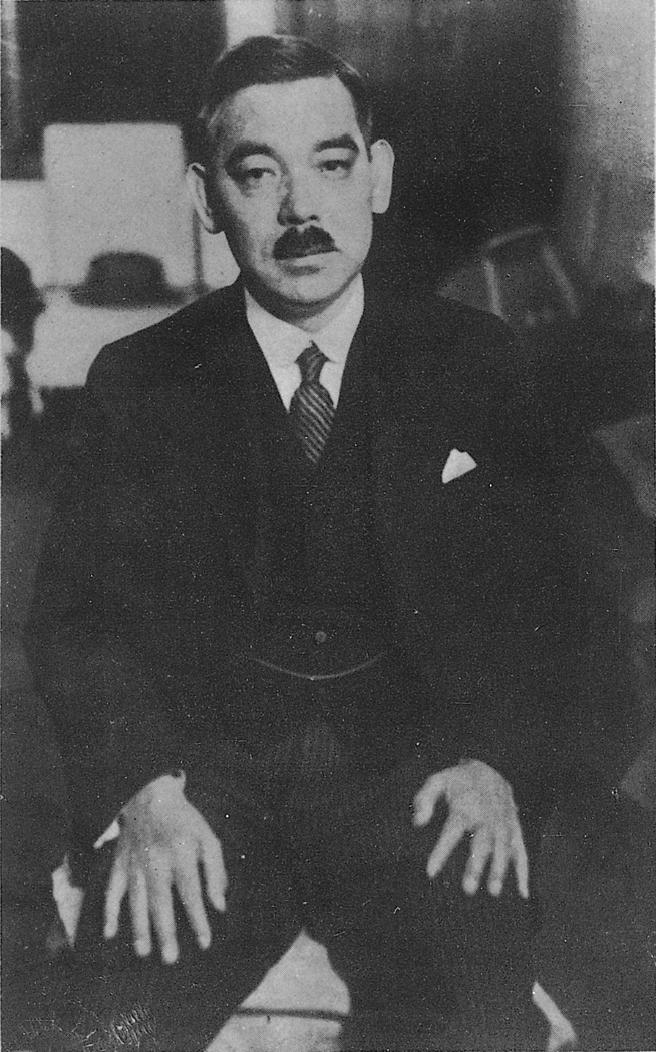
外交官松岡洋右(1880-1946)没。

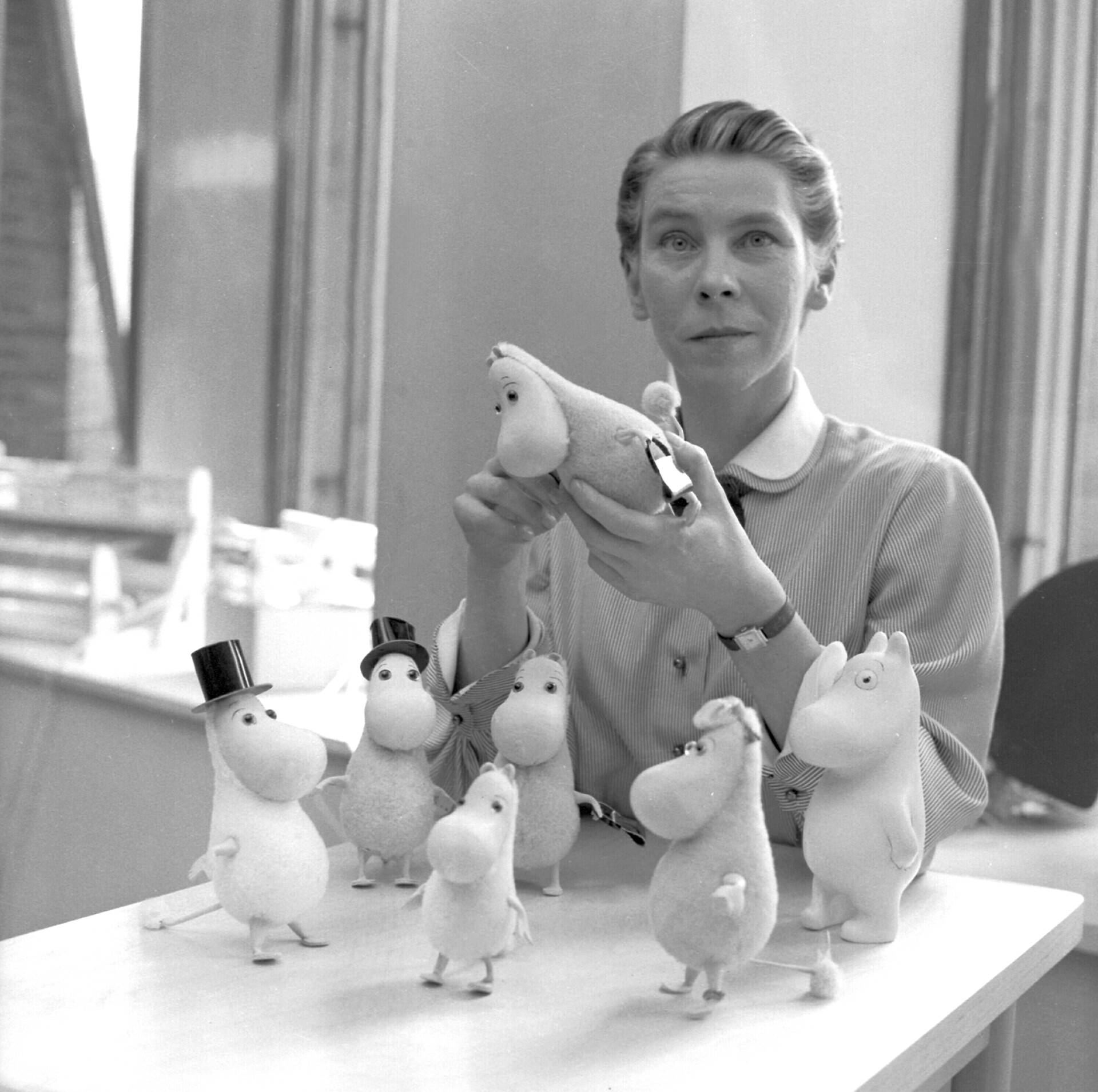
作家トーベ・ヤンソン(1914-2001)没。代表作『ムーミン』シリーズ

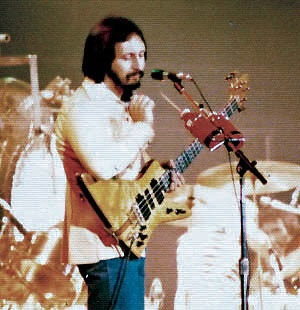
ベーシストジョン・エントウィッスル(1944-2002)没。

- 1458年 - アルフォンソ5世、アラゴン王（* 1396年）
- 1574年 - ジョルジョ・ヴァザーリ、画家、建築家（* 1511年）
- 1614年（慶長19年5月20日） - 前田利長、戦国大名、加賀藩初代藩主（* 1562年）
- 1615年（元和元年6月2日） - 海北友松、絵師（* 1533年）
- 1636年（寛永13年5月24日） - 伊達政宗、陸奥国の戦国大名、初代仙台藩主（* 1567年）
- 1641年 - ミヒール・ファン・ミーレフェルト、画家（* 1566年）
- 1654年 - ヨハン・ヴァレンティン・アンドレーエ、神学者（* 1586年）
- 1655年 - エレオノーラ・ゴンザーガ、神聖ローマ皇帝フェルディナント2世の皇后（* 1598年）
- 1658年 - エルコレ・ジェンナーリ（英語版）、画家（* 1597年）
- 1682年（天和2年5月22日） - 池田光政、初代岡山藩主（* 1609年）
- 1758年 - ミケランジェロ・ウンターベルガー（英語版）、画家（* 1695年）
- 1759年 - ジャック＝クロード＝マリー＝ヴァンサン・ド・グルネー、経済学者（* 1712年）
- 1775年 - イグナーツ・ギュンター（英語版）、木彫刻家（* 1725年）
- 1791年 - ヨハン・ハインリヒ・メルク（英語版）、作家、批評家（* 1741年）
- 1794年 - ヴェンツェル・アントン・カウニッツ、ハプスブルク君主国宰相（* 1711年）
- 1876年 - ハリエット・マーティノー（英語版）、作家、社会学者（* 1802年）
- 1814年 - ヨハン・フリードリヒ・ライヒャルト、作曲家、音楽評論家（* 1752年）
- 1831年 - ソフィ・ジェルマン、数学者（* 1776年）
- 1839年（天保10年5月17日） - 小関三英、蘭学者（* 1787年）

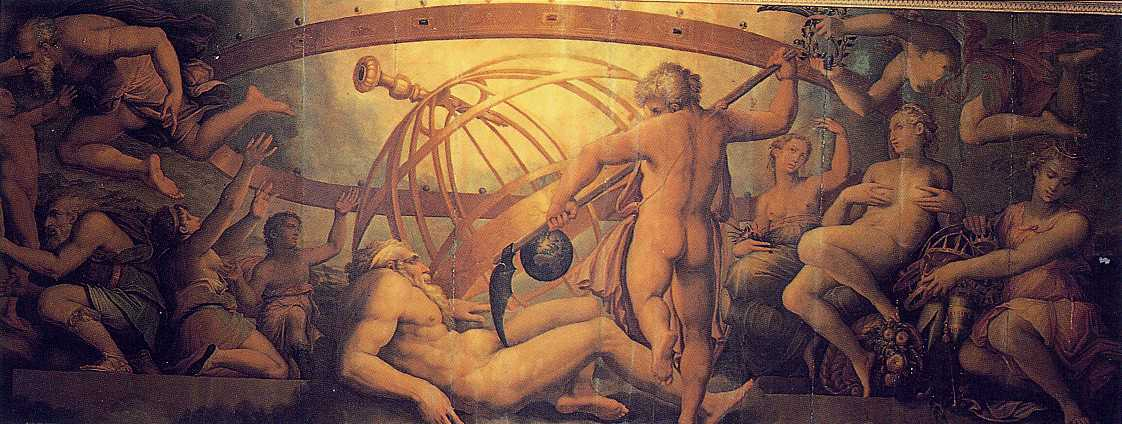
マニエリスムの芸術家、ジョルジョ・ヴァザーリ(1511-1574)没。画像は『ウラヌスの去勢』(1560頃)

武将伊達政宗(1567-1636)没。

- 1844年 - ジョセフ・スミス・ジュニア、末日聖徒イエス・キリスト教会設立者（* 1805年）
- 1860年 - クロード・ボンヌフォン、画家（* 1796年）
- 1865年（慶応元年5月5日） - 飯沼慾斎、本草学者（* 1783年）
- 1876年 - クリスチャン・ゴットフリート・エーレンベルク、博物学者、科学者（* 1795年）
- 1876年 - ハリエット・マティノー（英語版）、社会評論家（* 1802年）
- 1883年 - ウィリアム・スポティスウッド（英語版）、数学者、物理学者（Xクラブ）（* 1825年）
- 1905年 - グリゴリー・ヴァクレンチュク、海軍軍人、革命家（* 1877年）
- 1910年 - ギュスターヴ・エミール・ボアソナード、法学者（* 1825年）
- 1913年 - フィリップ・スクレーター、鳥類学者、ロンドン動物学会事務局長（* 1829年）
- 1921年 - ヒュー・ニコル、プロ野球選手（* 1858年）
- 1922年 - 東伏見宮依仁親王、皇族（* 1867年）
- 1927年 - 小山作之助、作曲家、教育者（* 1864年）
- 1930年 - 加茂川緋佐子、子役（* 1923年）
- 1936年 - 鈴木三重吉、児童文学作家（* 1882年）
- 1940年 - 呉建、内科学者、画家（* 1883年）
- 1946年 - 松岡洋右、外交官、政治家（* 1880年）
- 1952年 - エルモ・リンカーン、俳優（* 1889年）
- 1954年 - マクシミリアン・フォン・ヴァイクス、軍人（* 1881年）
- 1957年 - ヘルマン・ブール、登山家（* 1924年）
- 1960年 - ロッティ・ドッド、テニス選手（* 1871年）
- 1960年 - 久留島武彦、児童文学者（* 1874年）
- 1962年 - 永利勇吉、プロ野球選手（* 1920年）
- 1963年 - 江崎孝坪、日本画家（* 1904年）
- 1966年 - アーサー・ウェイリー、東洋学者（* 1889年）
- 1967年 - 清瀬一郎、政治家、第49・50代衆議院議長（* 1884年）
- 1968年 - ハインリヒ・ゼルコップフ（英語版）、気象学者（* 1895年）
- 1970年 - ダニエル・キンゼイ、陸上競技選手（* 1902年）
- 1971年 - 林弘高、元吉本興業社長、芸能プロモーター（* 1907年）
- 1973年 - オッド・ナンセン（英語版）、建築家、作家、ユニセフの共同創設者（* 1901年）
- 1975年 - G・I・テイラー、物理学者、応用数学者（* 1886年）
- 1978年 - 熊平源蔵、実業家、クマヒラ（旧：熊平製作所） 創業者（* 1881年）
- 1979年 - 堀内寿郎、化学者、北海道大学名誉教授（* 1901年）
- 1980年 - 江上フジ、婦人問題研究家、元東郷女子学生会館館長・東郷学園長（* 1911年）
- 1983年 - 谷垣専一、政治家、元文部大臣（* 1912年）
- 1984年 - ロベール・ゴフィン（英語版）、弁護士、作家、音楽評論家（* 1898年）
- 1986年 - 平岩米吉、動物学者、作家（* 1897年）
- 1989年 - アルフレッド・エイヤー、哲学者（* 1910年）
- 1993年 - 吉識雅夫、船舶工学者、東京大学名誉教授（* 1908年）
- 1995年 - ニーダ・センフ（英語版）、競泳選手、1936年ベルリンオリンピック金メダリスト（* 1920年）
- 1996年 - 牧野キク、教育者、学校経営者、元藤女子学園理事長、藤女子大学初代学長（* 1895年）
- 1996年 - アルバート・R・ブロッコリ、映画プロデューサー（* 1909年）
- 1996年 - 宮崎恭子、演出家、女優、脚本家、無名塾創立者（* 1931年）
- 1998年 - 牧冬吉、俳人（* 1930年）
- 1999年 - 和田徹三、詩人、英文学者（* 1909年）
- 1999年 - エイナル・エングルンド、作曲家、ピアニスト（* 1916年）
- 1999年 - 水野良一、元プロ野球選手（* 1917年）
- 1999年 - ゲオルギオス・パパドプロス、ギリシャの指導者（* 1919年）
- 1999年 - 志摩夕起夫、アナウンサー、音楽評論家（* 1923年）
- 2000年 - ダレル・ハフ、作家（* 1913年）
- 2000年 - 山本直英、教育者、"人間と性"教育研究協議会共同創設者（* 1932年）
- 2001年 - トーベ・ヤンソン、児童文学作家（* 1914年）
- 2001年 - ジャック・レモン、俳優（* 1925年）
- 2002年 - 平場安治、法学者、弁護士（* 1917年）
- 2002年 - ジョン・エントウィッスル、ミュージシャン（元ザ・フー）（* 1944年）
- 2004年 - 鈴木武、元プロ野球選手（* 1932年）
- 2004年 - ファウスト・ロミテッリ、作曲家（* 1963年）
- 2005年 - 岡村雅夫、政治家（* 1919年）
- 2005年 - 木田宏、官僚・元文部事務次官（* 1922年）
- 2005年 - 遠井吾郎、元プロ野球選手（* 1939年）
- 2005年 - ドミノ・ハーヴェイ、バウンティハンター（* 1969年）
- 2008年 - 小口大八、和太鼓奏者（* 1924年）
- 2008年 - レナード・ペナリオ、ピアニスト（* 1924年）
- 2008年 - レイモン・ルフェーブル、イージーリスニングの音楽家（* 1929年）
- 2009年 - 中尾嘉伸、政治家、元岡山県津山市長（* 1934年）
- 2009年 - フェイエット・ピンクニー（英語版）、歌手（元ザ・スリー・ディグリーズ）（* 1948年）
- 2009年 - 佐々木七恵、陸上競技選手、元ヱスビー食品陸上部顧問（* 1956年）
- 2011年 - エレイン・スチュワート（英語版）、女優、モデル（* 1930年）
- 2011年 - 竹内博、特撮映画研究者（* 1955年）
- 2012年 - 高村章子、声優（* 1922年）
- 2012年 - 今井杏太郎、俳人（* 1928年）
- 2013年 - アラン・ミムン、陸上競技選手、1956年メルボルンオリンピックマラソン金メダリスト（* 1921年）
- 2013年 - 千住文子、教育評論家（* 1926年）
- 2013年 - ステッファーノ・ボルゴーノヴォ、元サッカー選手（* 1964年）
- 2014年 - レスリー・マニガ、政治家、第35代ハイチ大統領（* 1930年）
- 2014年 - 川島正夫、実業家、元ピー・シー・エー社長（* 1935年）
- 2014年 - 桑沢清明、生物学者、元岡山理科大学教授（* 1938年）
- 2014年 - 斎藤晴彦、俳優（* 1940年）
- 2014年 - ボビー・ウーマック、シンガーソングライター、ギタリスト（* 1944年）
- 2015年 - 水島哲、作詞家（* 1929年）
- 2015年 - クリス・スクワイア、ミュージシャン（元イエス）（* 1948年）
- 2016年 - アルビン・トフラー、評論家、作家、未来学者（* 1928年）
- 2016年 - 堀地速男[8]、実業家、銚子丸創業者（* 1941年）
- 2017年 - 金原まさ子、俳人 （* 1911年）
- 2017年 - マイケル・ボンド、児童文学作家（* 1926年）
- 2017年 - 神内良一、実業家、プロミス（現SMBCコンシューマーファイナンス）創業者（* 1926年）
- 2017年 - ミカエル・ニクヴィスト、俳優（* 1960年）
- 2017年 - アンソニー・ヤング（英語版）、プロ野球選手（* 1966年）
- 2018年 - ジョセフ・ジャクソン、ジャクソン5 マネージャー  (*1928年)
- 2018年 - 馬場有、政治家、福島県浪江町長（* 1948年）
- 2019年 - ルイ・ティリー、オルガン奏者、作曲家（* 1935年）
- 2019年 - ヴィジャヤ・ニルマラ、映画監督、女優（* 1946年）
- 2020年 - リンダ・クリスタル、女優（* 1931年）
- 2020年 - 戸田忠男、元プロ野球選手（* 1936年）
- 2020年 - イリヤ・ペトコヴィッチ、サッカー選手、指導者（* 1945年）
- 2021年 - 瓜生正美、劇作家、演出家、元青年劇場代表（* 1924年）
- 2021年 - 中西宏明、実業家、元日立製作所社長、第5代日本経済団体連合会会長（* 1946年）
- 2022年 - ジョー・ターケル、俳優（* 1927年）
- 2022年 - レオナルド・デル・ヴェッキオ、実業家、ルックスオティカ創業者（* 1935年）
- 2022年 - 中野昭慶、特撮監督（* 1935年）
- 2022年 - 葛城ユキ、歌手（* 1949年）
- 2022年 - あいはらひろゆき、絵本作家、エッセイスト（* 1961年）
- 2022年 - ジェイランド・ウォーカー（* 1997年）
- 2023年 - カルメン・セビラ（英語版）、女優、歌手、ダンサー（* 1930年）
- 2023年 - ライアン・マレット、アメリカンフットボール選手、指導者（* 1988年）
- 2024年 - ヨシヒロ・ウチダ、柔道指導者（* 1920年）
- 2024年 - 佐藤竺、政治学者、成蹊大学名誉教授（* 1928年）
- 2024年 - マーティン・マル、ミュージシャン、俳優（* 1943年）
- 2024年 - ランドリー・エングエモ、プロサッカー選手、指導者（* 1985年）

## 記念日・年中行事

演説の日。画像はチェザーレ・マッカーリ画『カティリナを糾弾するキケロ』(1882-88)

- 独立記念日（ ジブチ）
1977年のこの日、ジブチがフランスから独立した。
- メディア・リテラシーの日（ 日本）
テレビ信州がメディア・リテラシーについて理解を深める日として制定[9]。1994年のこの日に発生した松本サリン事件で、事件現場近くに住む無実の男性がマスコミにより犯人扱いされる報道被害があったことから[10]。
- 日照権の日（ 日本）
1972年のこの日、違法建築の隣家によって日照を奪われた問題で、最高裁が「日照権と通風権が法的に保護するのに値する」という初めての判決をしたことに由来[11]。
- 演説の日（ 日本）
1874年のこの日、慶應義塾の三田演説館で日本初の演説会が行われたことを記念[12]。
- ちらし寿司の日（ 日本）
株式会社あじかんが制定。岡山のちらし寿司「ばら寿司」が生まれるきっかけとなった備前岡山藩主・池田光政の命日[13][注 1]。